# Воля-Пасиконьска
Во́ля-Пасико́ньска (пол. Wola Pasikońska) — село в Польше в сельской гмине Кампинос Западно-Варшавского повета Мазовецкого воеводства.
Село располагается при воеводской дороге № 580 в 6 км от административного центра сельской гмины Кампинос, в 30 км от административного центра повета города Ожарув-Мазовецкий и в 44 км от административного центра воеводства города Варшава.
В 1975—1998 годах село входило в состав Варшавского воеводства.